# マーティン・レディッシュ
マーティン・H・レディッシュ（Martin H. Redish）は、ノースウエスタン大学プリツカー法科大学院の法学・公共政策学教授。レディッシュは、民事訴訟法や憲法などの分野で、19冊の本と100を超える法律評論記事を執筆している。彼は最も頻繁に引用されるアメリカの法学者の一人である。

## 法理論

### 修正第1条
レディッシュは、表現の自由の「自律理論」を支持し、政府の干渉なしに話すことが可能となることによって得られる自己実現への個人の関心を高めるために、アメリカ合衆国憲法修正第1条は表現を保護しているという見解を取っている。レディッシュによれば、自由民主主義の進歩など、表現の自由に付随する他の全ての価値観は、必然的に個人の自己実現の概念に依存する。この見方は、民主的な自治の重要性に基づいて修正第1条の理論を提唱するアレクサンダー・ミークルジョンのような学者や、合衆国憲法修正第1条が意見の自由市場を促進するために存在するという理論に同意する学者の見解とは対照的である。

## 経歴
レディッシュは、今までノースウェスタン大学で仕事をし、1973年から教員を務めている。学界に入る前に、彼はニューヨークで簡単に法律実務に携わった。レディッシュは、ペンシルベニア大学で政治学の学士号を取得し、ハーバード・ロー・スクールで法務博士号を取得している。